# Katja Nyberg
Katja Johanna Alice Nyberg (født 24. august 1979, Stockholm, Sverige) voksede op i Finland er en tidligere norsk håndboldspiller, der spillet for Larvik HK og på det norske landshold. Hun er datter af Robert Nyberg, der var den første finske udenlandsprofessionelle håndboldspiller.

## Klubber
Hun startede sin karriere i Sparta IF, der blev trænet af hendes far. I 1997 flyttede hun til Sverige og spillede i sæson for Stockholmspolisen IF, før hun flyttede til Norge. Hun spillede syv sæsoner for Larvik HK (1998-2005) med hvem hun vandt seks norske mesterskaber, fire pokaltitler og en europacuptitel. Hun blev kåret til "Årets kvindelige håndboldspiller" i den norske eliteserie i 2001 og 2005. I 2005 flyttede hun til Slovenien,  hvor hun spillede en sæson i Krim Ljubljana (2005-2006). Hun har spillet fire sæsoner for FC Midtjylland (2006-2010), men siden 2010 spiller hun for norske Larvik HK (2010-2013) igen

## Norsk statsborgerskab
Nyberg blev norsk statsborger i januar 2001 og hun debuterede på det norske landshold den 23. marts 2001 mod Frankrig. Pr. 23.08.08 har hun spillet 99 landskampe og scoret 321 mål. Hun blev europamester med Norge i 2004 og i 2006 og vandt sølv ved VM i 2007, hvor hun også blev kåret til mesterskabets mest værdifulde spiller. Hun vandt guld ved OL i 2008 sammen med resten af det norske landshold. Efter OL-sejren blev Nyberg kåret til æresmedlem af den finske håndboldforbund. Nyberg var i en årrække kærester med håndboldspilleren Gro Hammerseng, og de spillede sammen både i Larvik HK og på landsholdet. De slog op i 2010.
Hun har tidligere dyrket atletik, hvor hun sprang højdespring, hvor hendes personlige rekord er 1,67 meter, men frem for alt satsede hun på den finske nationalsport spydkast, hvor hendes personlige rekord lyder på 52,50 meter.

## Meritter med landsholdet
- OL 2008 – Guld
- VM 2007 – Sølv, kåret til mesterskabets mest værdifulde spiller
- EM 2006 – Guld
- EM 2004 – Guld
- VM 2003 – 6.plads
- EM 2002 – Sølv

## Tidligere klubber
- Sparta IF, Finland (19??-1997)
- Stockholmspolisen IF, Sverige (1997-1998)
- Larvik HK, Norge (1998-2005)
- Krim Ljubljana, Slovenien (2005-2006)
- FC Midtjylland, Danmark (2006-2010)
- Larvik HK, Norge (2010-2012)